# Музей писанкового розпису
Музей писанкового розпису (неофіційна назва Музе́й «Пи́санка») — музей писанки або писанкового розпису в місті Коломия Івано–Франківської області. Відкритий 26 жовтня 1987 року.

## Історія

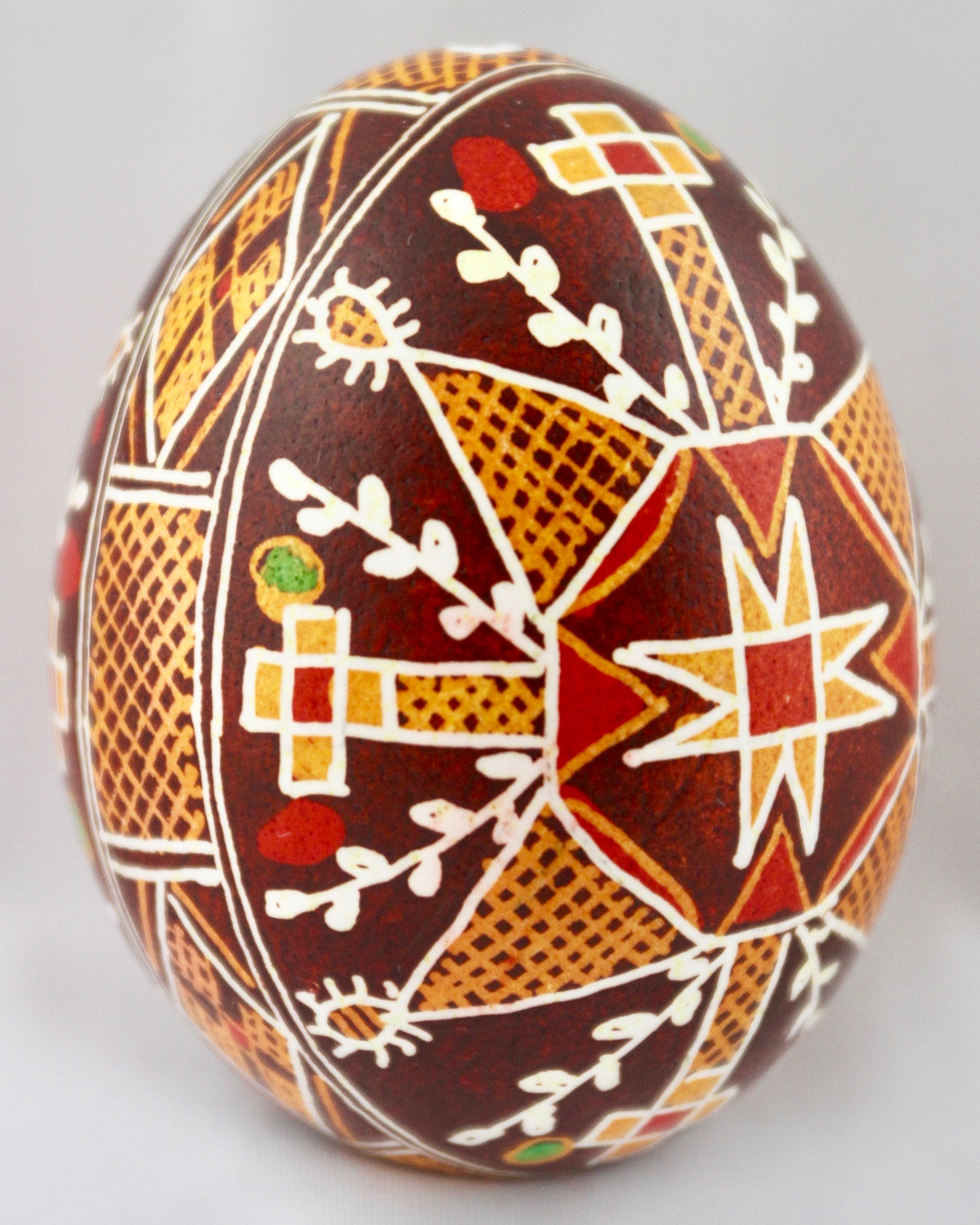
Народна писанка Покуття; відтворено з етнографічного джерела

Музей писанкового розпису було створено на основі колекції писанок Коломийського музею народного мистецтва Гуцульщини, який від 2009 року має назву Національний музей народного мистецтва Гуцульщини та Покуття імені Й. Кобринського.
Музей писанок урочисто був відкритий 26 жовтня 1987 р. у приміщенні церкви Благовіщення Пречистої Діви Марії — пам′ятки архітектури XVI ст., якраз на 400-річчя від дня її заснування у місті Коломиї.
Церква-музей стояла на перехресті жвавих автомобільних шляхів, що зумовило активне відвідування музею, хоча експозиції виставлялись лише в літній період. 1990 року церква була передана віруючим і Музей змушений був переїхати, не отримавши постійного приміщення. З 1992 року Музей писанкового розпису розміщувався у малопристосованому будинку на вулиці Р. Шухевича, 78.
У вересні 2000 році спеціально для збереження і експонування творів писанкового розпису — писанок було побудовано  архітектурну споруду у формі найбільшого у світі писанкового яйця, яка згодом стала візиткою Коломиї. Урочисто нове приміщення Музей було відкрито 23 вересня 2000 року під час Х Міжнародного Гуцульського фестивалю. Будівлю спроєктував архітектор Ігор Євстахійович Шумин. Концепцію експозиції музею розробила директор Ярослава Ткачук, а втілили в життя коломийські художники Василь Андрушко й Мирослав Ясінський. Оригінальна споруда будинку містить у собі частину пам′ятника писанці, висота якого сягає 13,5 метрів, а діаметр 10 метрів. Таким чином, коломийський пам′ятник є найбільшою писанкою у світі.

## Зібрання
Збірка Музею налічує понад 12 000 писанок і декоративних яєць із різних регіонів України та 35 країн світу. Це  писанки, мальованки, дряпанки, створені на курячій, гусячій, страусовій чи навіть перепелиній шкаралупі. Також у колекції широко представлено декоративні яйця, оздоблені вишивкою, аплікацією насінням з різних злакових культур, соломкою, дерев'яні інкрустовані й різьблені, керамічні писанки та декоративні яйця з напівкоштовного каміння, декоровані технікою перегородчастої емалі.
Найдавнішою в музейній колекції є писанка, написана природними барвниками на гусячому яйці ще понад 500 років тому. Вона була знайдена у 2013 р. у Львові у водозабірній башті під час археологічних розкопок, здійснених науково-дослідним центром «Рятівна археологічна служба» Інституту археології Національної Академії Наук України й згодом подарована музею. Це найдавніша віднайдена на території сучасної України писанка не тільки в колекції Музею, а й загалом в Україні.
Серед експонатів є також писанки з підписами відомих діячів України.  

## Діяльність

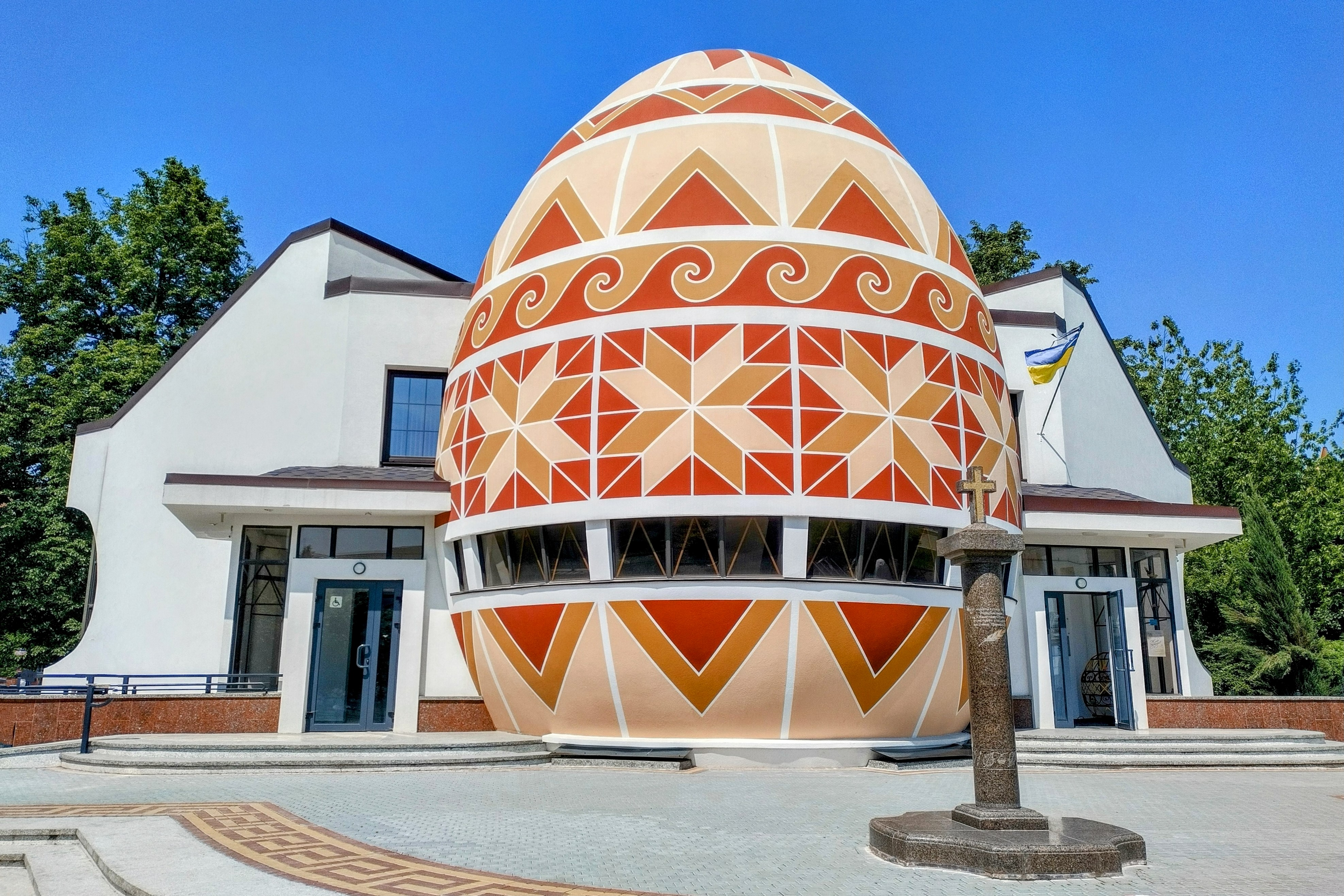
Головний фасад музею

У Музеї впродовж року відбуваються різноманітні виставки традиційного та сучасного писанкарства, а також творів декоративно-ужиткового й образотворчого мистецтва з музейних фондів і приватних збірок, проводяться майстер-класи з розпису писанки, представлено експозицію історії писанкового розпису тощо.
За результатами акції Сім чудес України Музей посів 8 місце за голосами інтернет-користувачів і 17 місце за голосами експертів.
У 2017 році за високий рейтинг від відвідувачів Музей писанкового розпису отримав сертифікат-відзнаку від популярного у всьому світі сайту для мандрівників TripAdvisor [Архівовано 31 жовтня 2017 у Wayback Machine.], на якому міститься понад 500 мільйонів відгуків про заклади туристичної сфери у всьому світі.
У 2018 році за поданням Музею до Національного переліку елементів нематеріальної культурної спадщини України було внесено "Традицію гуцульської писанки".
У березні 2021 року почалась реконструкція приміщення музею. 21 листопада 2021 року завершено ремонт та відкрито до відвідування Музей писанки в Коломиї.

## Світлини

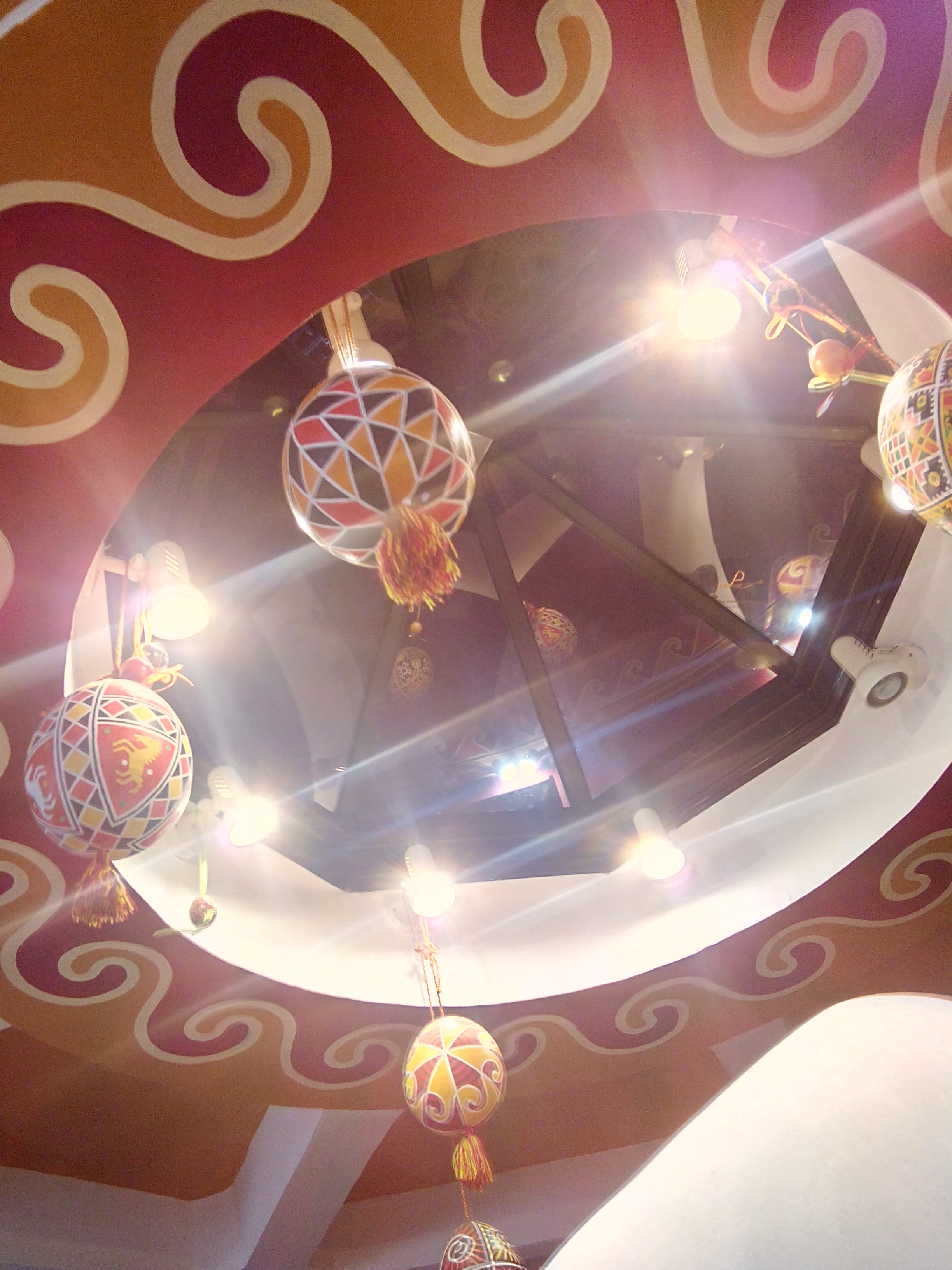
Стеля в головному приміщенні музею
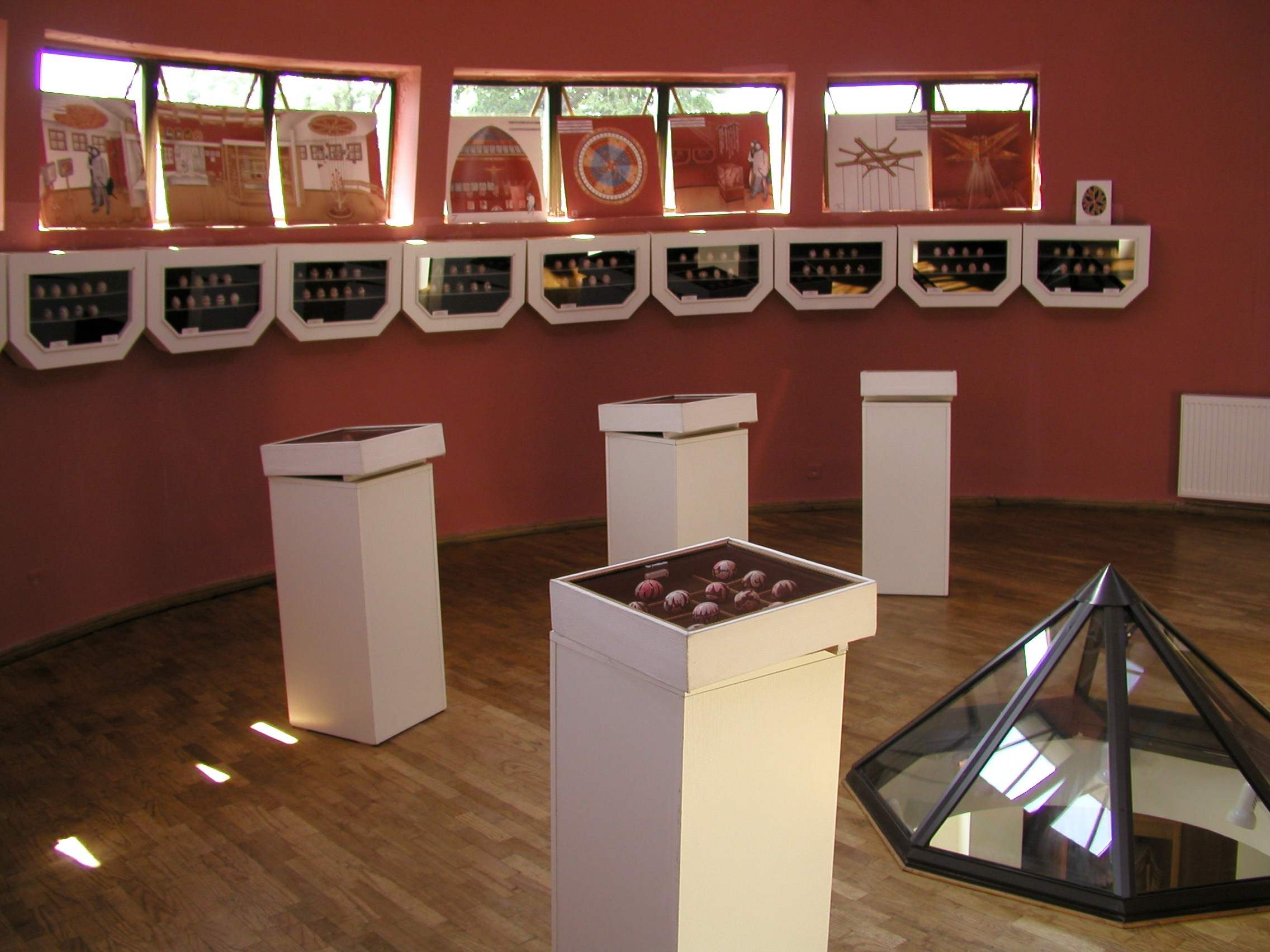
Експозиція
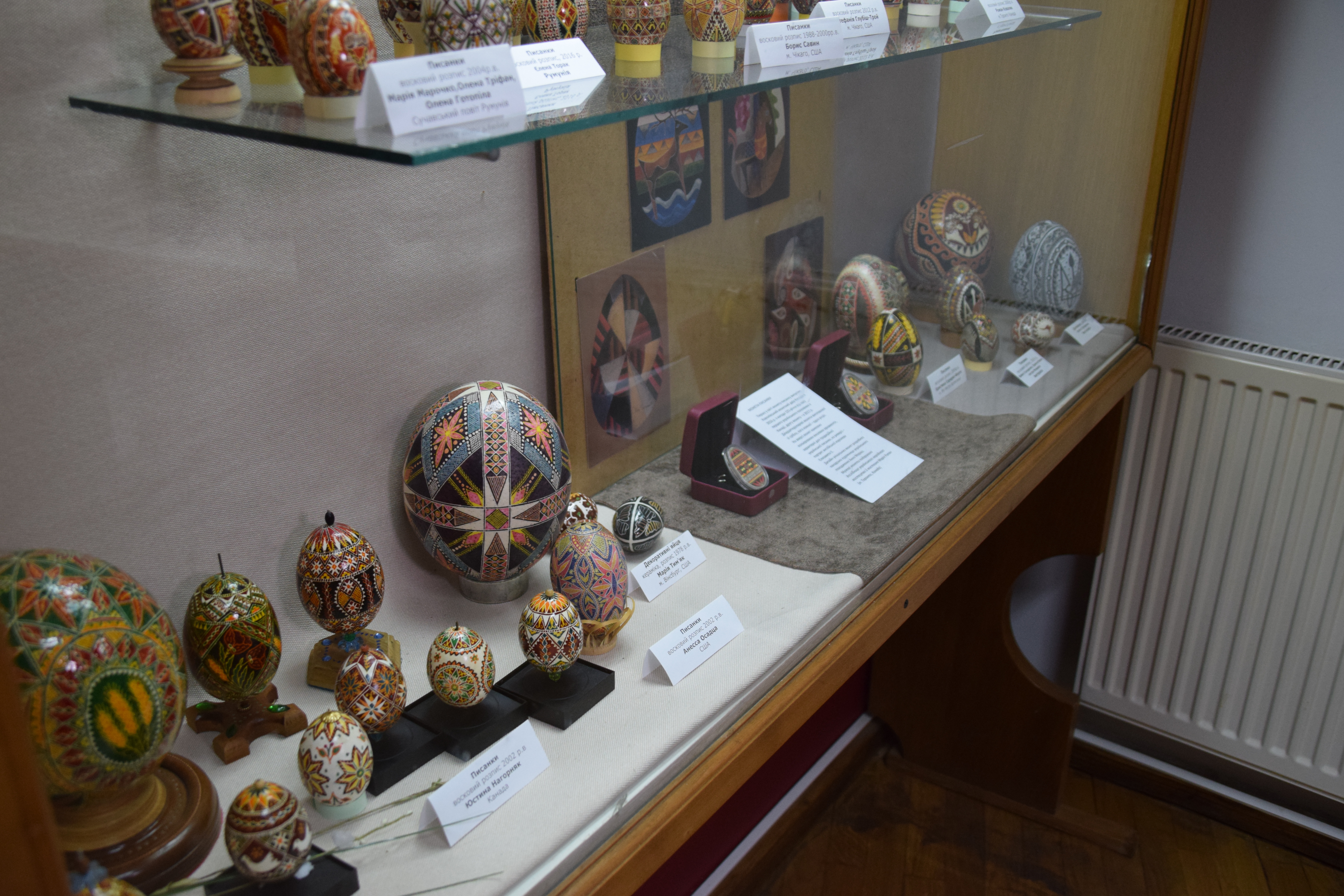
Експонати
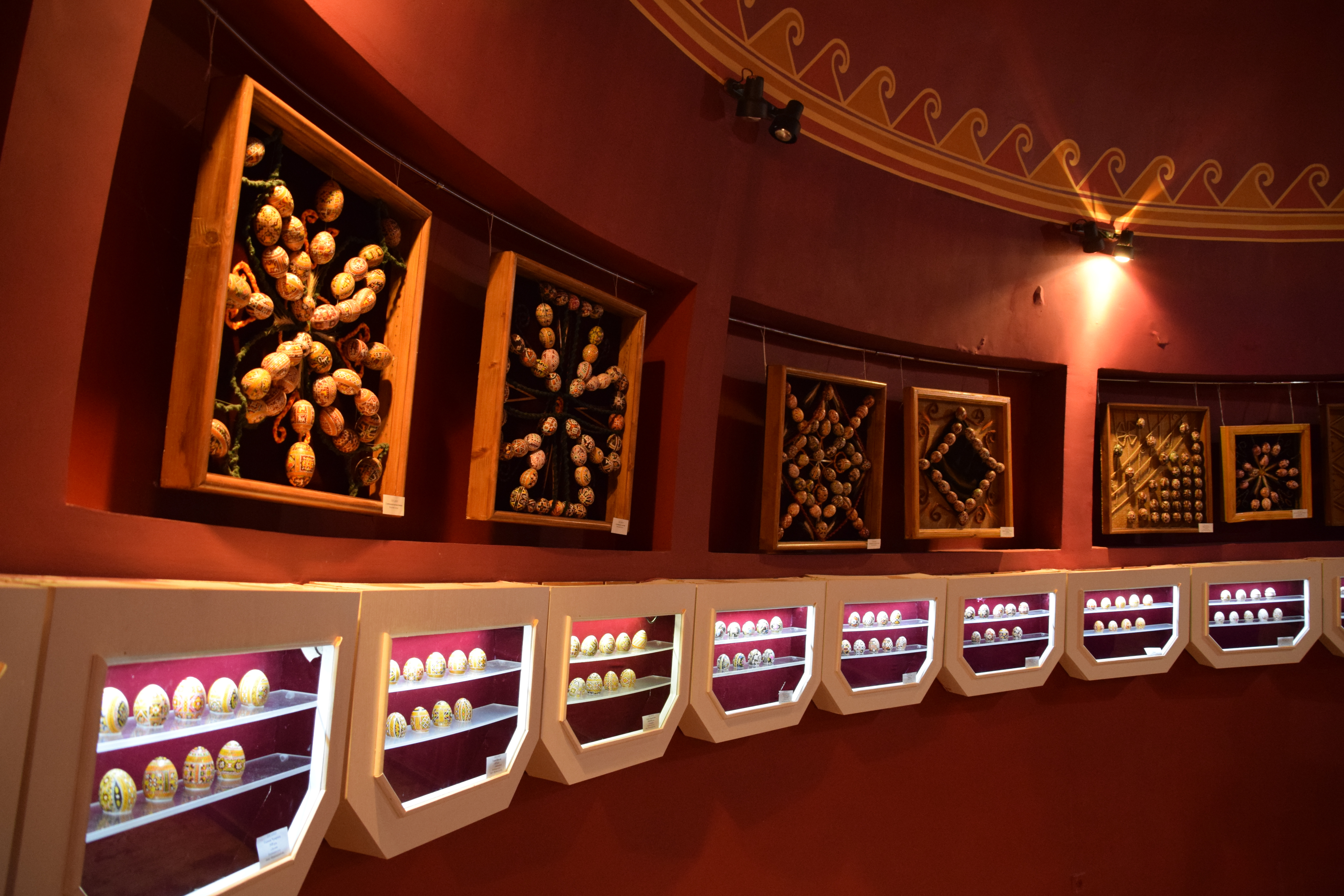
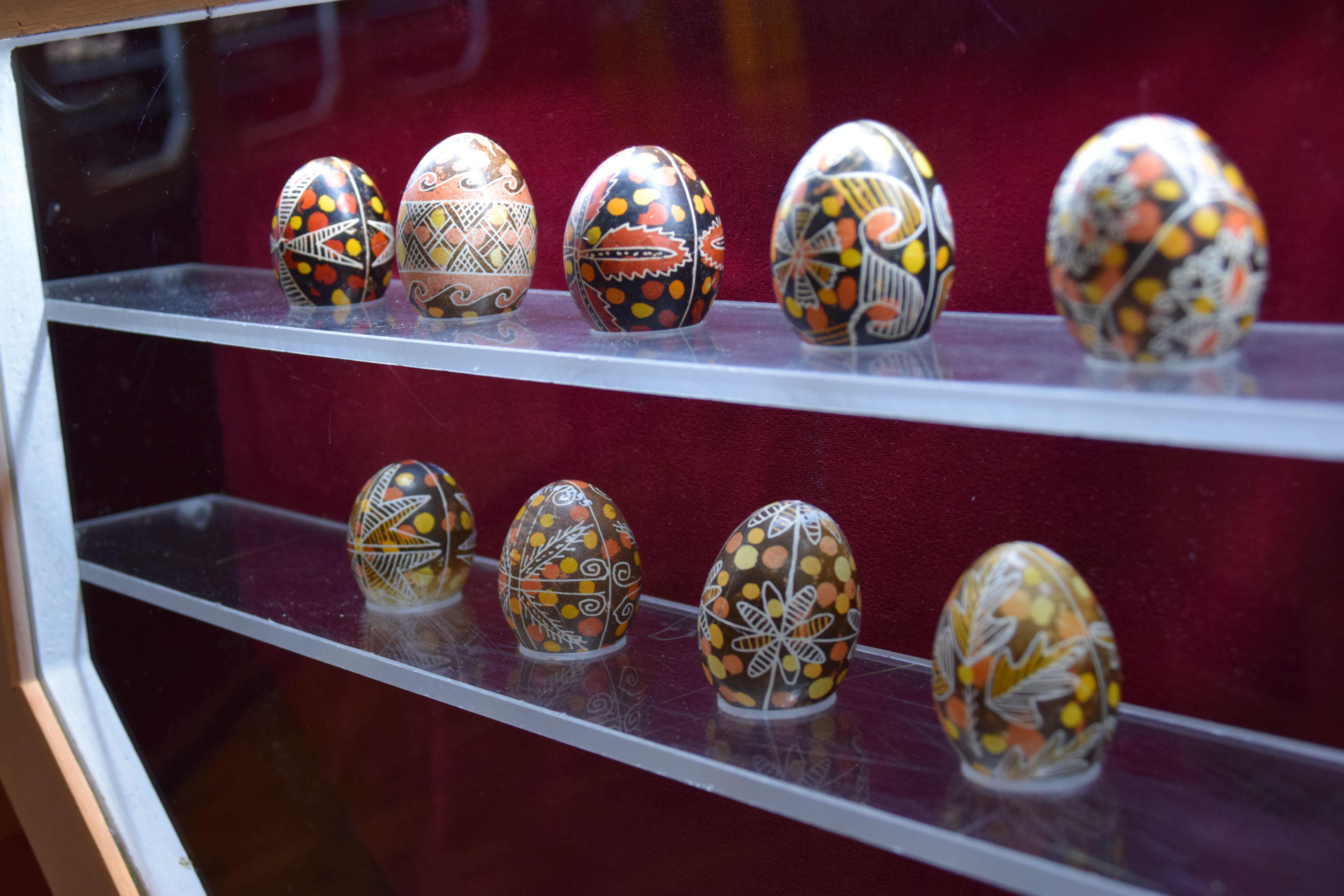
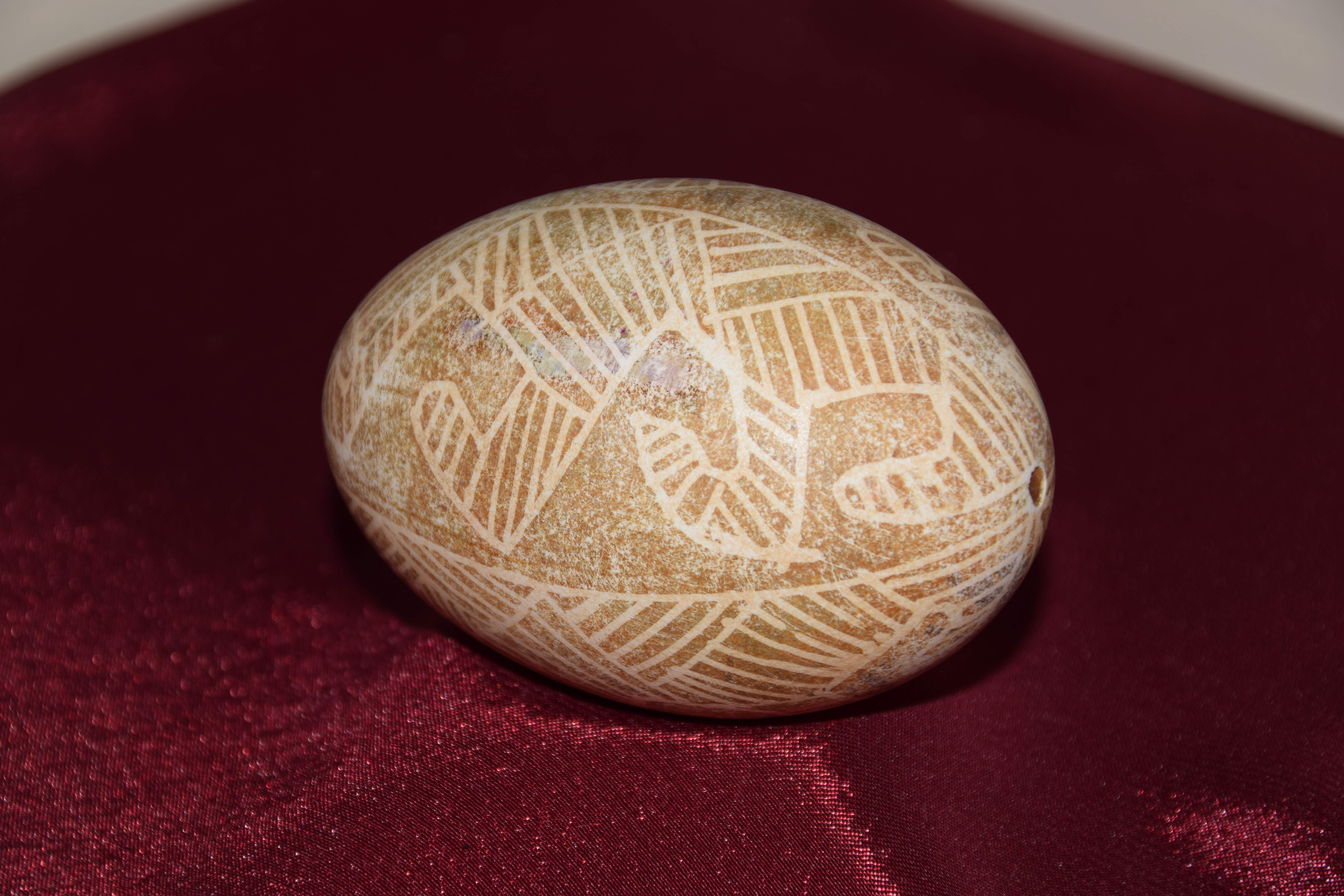
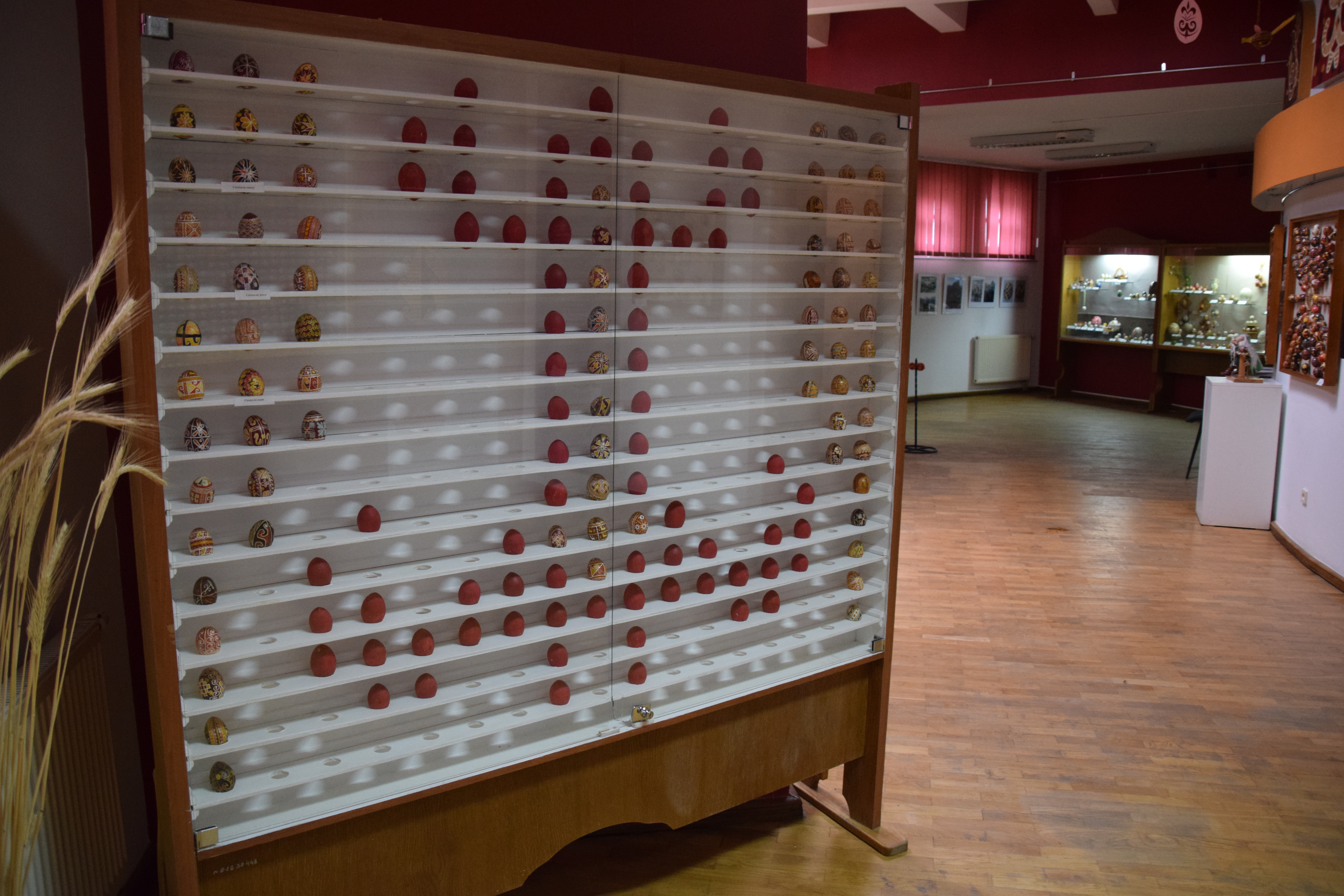
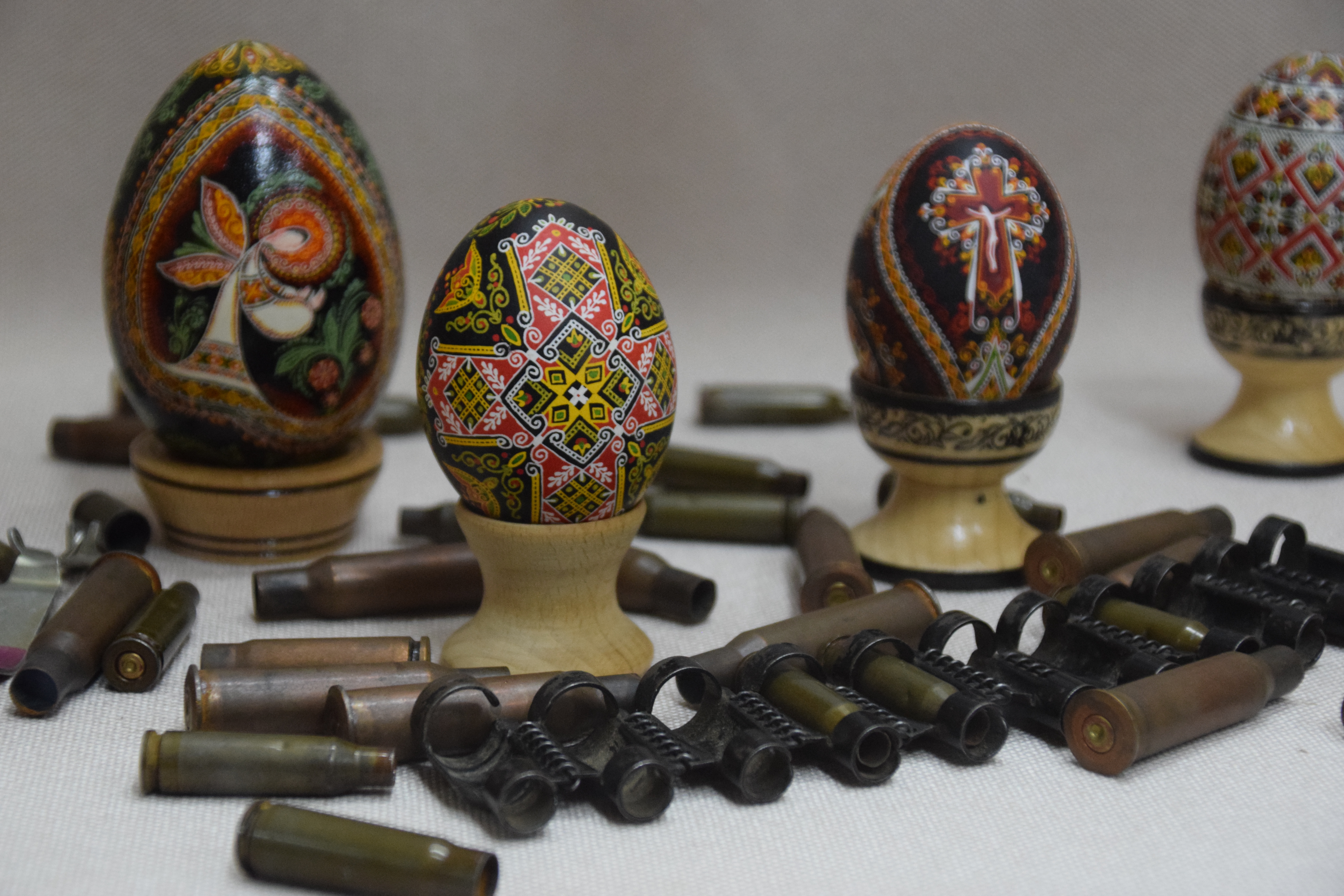